# 回隆镇 (石棉县)
回隆镇，原为回隆彝族乡，是中华人民共和国四川省雅安市石棉县下辖的一个乡镇级行政单位。2019年12月，撤销回隆彝族乡和擦罗彝族乡，设立回隆镇，以原回隆彝族乡和原擦罗彝族乡所属行政区域为回隆镇的行政区域。

## 行政区划
回隆镇下辖以下地区：
回隆村、凉桥村、石龙村、叶坪村、联合村和竹马村。